# Battaglia del Khazir
La battaglia del Khāzir (in arabo ﻣﻌﺮﻛـة ﺍﻟﺨﺎﺯﺭ‎?) fu uno scontro armato svoltosi il 6 agosto 686 tra l'esercito dell'omayyade ʿUbayd Allāh b. Ziyād e quello dell'alide al-Mukhtār b. Abī ʿUbayd, guidato da Ibrāhīm b. Mālik al-Ashtar, nel quadro degli sconvolgimenti istituzionali che avevano scosso il Califfato omayyade dopo l'estinzione della sua linea dinastica sufyanide e prima dell'affermazione di quella marwanide.
La battaglia seguì le vittorie omayyadi nella battaglia di Marj Rahit, che aveva determinato anche la supremazia della componente araba kalbita su quella dei Muḍar, e quella nella battaglia di 'Ayn al-Warda. 

Fu dunque uno scontro politico decisamente a vasto raggio, dal momento che i Qaysiti reclamavano con decisione la fine dei favori concessi abbondantemente dagli Omayyadi agli Yemeniti, mentre restava sempre assai dibattuto il tema della legittimità o meno del Califfato creato da Muʿāwiya b. Abī Sufyān.
Secondo una comoda lettura degli avvenimenti, sarebbe stato proprio ʿUmayr ibn al-Ḥubāb al-Sulamī - un qaysita desideroso di vendetta, che militava dalla parte del filo-yemenita ʿUbayd Allāh b. Ziyād e che comandava addirittura un'ala del suo schieramento - a prendere segretamente contatto con Ibrāhīm ibn al-Ashtar, di cui era stato segretario (kātib).
Comunque siano andate le cose, la battaglia si risolse questa volta in una netta vittoria delle armi alidi e nella clamorosa disfatta di quelle omayyadi, accompagnata dalla morte di Ibn Ziyād e di molti comandanti omayyadi a lui sottoposti.